# Дехтярьов Семен Іванович
Семен Іванович Дехтярьов (Дегтярьов) (? — ?) — український радянський державний діяч, народний комісар паливної промисловості Української РСР. Член ЦК КП(б)У в травні 1940 — січні 1949 р.

## Біографія
Член ВКП(б).
На 1938 рік — завідувач промислового відділу Криворізького міського комітету КП(б)У Дніпропетровської області?.
У квітні — липні 1939 року — секретар Дніпропетровського обласного комітету КП(б)У з кадрів.
8 липня 1939 — лютий 1941 року — народний комісар паливної промисловості Української РСР.